# Francis Taylor (mártir)
Francis Taylor (irlandês: Proinnsias Táiliúr; Beannaithe, Swords, c. 1550 – Dublin, 29 de janeiro de 1621) foi um prefeito de Dublin, Irlanda, que foi encarcerado por causa de seu catolicismo. Ele foi declarado mártir por sua fé e beatificado pela Igreja Católica.

## Vida
Nascida em Swords, County Dublin, Taylor mudou-se para cidade de Dublin e casou-se com a filha de uma família importante, sendo neta de um Lord Mayor de Dublin. Ele próprio foi eleito prefeito de Dublin em 1595. Taylor foi preso por sua fé católica em 1613 e morreu ali em 29 de janeiro de 1621, após sete anos se recusando a aceitar sua liberdade, renunciando à religião.

## Veneração
O Papa João Paulo II beatificou Taylor em 27 de setembro de 1992, como parte de um grupo de 17 vítimas da repressão da Igreja Católica pelo governo irlandês durante aquela época.

Uma estátua de Taylor e da avó de sua esposa, a Beata Margaret Ball, que morreu naquela mesma prisão por sua fé em 1584, está em frente à Catedral de Santa Maria em Dublin.